# Amor de Perdição (1943)
Amor de Perdição é uma adaptação cinematográfica do romance homónimo de Camilo Castelo Branco feita pelo realizador António Lopes Ribeiro em 1943. Conta com António Vilar no papel de Simão Botelho, uma jovem Carmen Dolores como Teresa de Albuquerque e António Silva como João da Cruz. É considerada uma das mais fidedignas adaptações da famosa obra camiliana, tendo o diálogo sido respeitado quase na íntegra. É o filme de estreia de Carmen Dolores, que contava apenas com 19 anos na altura das rodagens.

## Elenco
- Igrejas Caeiro - Baltasar Coutinho
- Eunice Colbert - Mariana
- Emília D'Oliveira - Abadessa de Monchique
- Cassilda de Albuquerque - Ana, irmã de Simão
- Óscar de Lemos - Arrieiro
- Carmen Dolores - Teresa de Albuquerque
- Assis Pacheco - Domingos Botelho / Camilo Castelo Branco
- Barreto Poeira - Tadeu de Albuquerque
- Alfredo Ruas - Mourão Mosqueira
- António Silva - João da Cruz
- António Vilar - Simão Botelho
- Sofia Santos - Prioresa de Viseu
- Silvestre Alegrim - Meirinho-Geral